# Sci di fondo ai XXIV Giochi olimpici invernali - 50 km maschile
La gara sui 50 km maschile a tecnica libera dei XXIV Giochi olimpici invernali di Pechino si è svolta il 19 febbraio 2022, presso il National Cross-Country Centre a Zhangjiakou. A causa delle condizioni climatiche avverse la distanza della gara è stata ridotta a 28,4 km.
La vittoria fu appannaggio del russo Aleksandr Bol'šunov, che ha preceduto il connazionale Ivan Jakimuškin e il norvegese Simen Hegstad Krüger.

## Programma
Tutti gli orari sono UTC+8
| Data             | Ora   |
| ---------------- | ----- |
| 19 febbraio 2022 | 16:00 |

## Risultati
| Pos.    | N° | Atleta                  | Nazione              | Tempo     | Distacco |
| ------- | -- | ----------------------- | -------------------- | --------- | -------- |
| Oro     | 2  | Aleksandr Bol'šunov     | ROC                  | 1h11'32"7 | -        |
| Argento | 3  | Ivan Jakimuškin         | ROC                  | 1h11'38"2 | +5"5     |
| Bronzo  | 4  | Simen Hegstad Krüger    | Norvegia             | 1h11'39"7 | +7"0     |
| 4       | 5  | Artëm Mal'cev           | ROC                  | 1h11'43"4 | +10"7    |
| 5       | 7  | Sjur Røthe              | Norvegia             | 1h11'48"5 | +15"8    |
| 6       | 6  | Denis Spicov            | ROC                  | 1h11'58"9 | +26"2    |
| 7       | 14 | Clément Parisse         | Francia              | 1h12'01"5 | +28"8    |
| 8       | 27 | Scott Patterson         | Stati Uniti          | 1h12'06"6 | +33"9    |
| 9       | 22 | William Poromaa         | Svezia               | 1h12'29"1 | +56"4    |
| 10      | 15 | Maurice Manificat       | Francia              | 1h12'30"3 | +57"6    |
| 11      | 20 | Roman Furger            | Svizzera             | 1h13'24"8 | +1'52"1  |
| 12      | 12 | Andrew Musgrave         | Gran Bretagna        | 1h13'29"3 | +1'56"6  |
| 13      | 8  | Hans Christer Holund    | Germania             | 1h13'30"2 | +1'57"5  |
| 14      | 17 | Dario Cologna           | Svizzera             | 1h13'31"1 | +1'58"4  |
| 15      | 31 | Jules Lapierre          | Francia              | 1h13'50"3 | +2'17"6  |
| 16      | 18 | Jens Burman             | Svezia               | 1h14'22"3 | +2'49"6  |
| 17      | 25 | Jason Rüesch            | Svizzera             | 1h14'48"4 | +3'15"7  |
| 18      | 28 | Giandomenico Salvadori  | Italia               | 1h14'49"1 | +3'16"4  |
| 19      | 21 | Perttu Hyvärinen        | Finlandia            | 1h14'49"5 | +3'16"8  |
| 20      | 16 | Jonas Dobler            | Germania             | 1h14'50"0 | +3'17"3  |
| 21      | 33 | Imanol Rojo             | Spagna               | 1h14'50"5 | +3'17"8  |
| 22      | 34 | Candide Pralong         | Germania             | 1h14'50"5 | +3'17"8  |
| 23      | 38 | Snorri Einarsson        | Islanda              | 1h14'51"6 | +3'18"9  |
| 24      | 26 | Naoto Baba              | Giappone             | 1h14'52"7 | +3'20"0  |
| 25      | 24 | Irineu Esteve           | Andorra              | 1h15'09"8 | +3'37"1  |
| 26      | 19 | Florian Notz            | Germania             | 1h15'32"2 | +3'59"5  |
| 27      | 46 | Olivier Léveillé        | Canada               | 1h15'54"3 | +4'21"6  |
| 28      | 37 | Remi Lindholm           | Finlandia            | 1h15'55"6 | +4'22"9  |
| 29      | 30 | Thomas Maloney Westgård | Irlanda              | 1h15'59"0 | +4'26"3  |
| 30      | 35 | Dominik Bury            | Polonia              | 1h16'01"0 | +4'28"3  |
| 31      | 10 | Friedrich Moch          | Germania             | 1h16'03"6 | +4'30"9  |
| 32      | 32 | Paolo Ventura           | Italia               | 1h16'05"4 | +4'32"7  |
| 33      | 11 | Lucas Bögl              | Germania             | 1:16:11.5 | +4'38"7  |
| 34      | 23 | Adrien Backscheider     | Francia              | 1h16'16"6 | +4'43"9  |
| 35      | 42 | Rémi Drolet             | Canada               | 1h16'27"1 | +4'54"4  |
| 36      | 47 | Alvar Johannes Alev     | Estonia              | 1h16'28"4 | +4'55"7  |
| 37      | 36 | Petr Knop               | Rep. Ceca            | 1h16'35"0 | +5'02"3  |
| 38      | 13 | Calle Halfvarsson       | Svezia               | 1h16'47"6 | +5'14"9  |
| 39      | 29 | Leo Johansson           | Svezia               | 1h17'16"5 | +5'43"8  |
| 40      | 44 | Ján Koristek            | Slovacchia           | 1h17'26"0 | +5'53"3  |
| 41      | 39 | Chen Degen              | Cina                 | 1h18'14"1 | +6'41"4  |
| 42      | 40 | Adam Fellner            | Rep. Ceca            | 1h18'14"3 | +6'41"6  |
| 43      | 43 | Yevgeniy Velichko       | Kazakistan           | 1h18'43"8 | +7'11"1  |
| 44      | 41 | Raimo Vīgants           | Lettonia             | 1h18'55"2 | +7'22"5  |
| 45      | 51 | Hadesi Badelihan        | Cina                 | 1h19'45"9 | +8'13"2  |
| 46      | 45 | Wang Qiang              | Cina                 | 1h19'53"5 | +8'20"8  |
| 47      | 56 | Thibaut de Marre        | Belgio               | 1h19'53"8 | +8:21.1  |
| 48      | 50 | Liu Rongsheng           | Cina                 | 1h19'58"5 | +8:25.8  |
| 49      | 60 | Mark Chanloung          | Thailandia           | 1h20'11"5 | +8'38"8  |
| 50      | 48 | Mateusz Haratyk         | Polonia              | 1h20'24"0 | +8'51"3  |
| 51      | 58 | Seve de Campo           | Australia            | 1h21'02"5 | +9'29"8  |
| 52      | 49 | Strahinja Erić          | Bosnia ed Erzegovina | 1h21'07"6 | +9'34"9  |
| 53      | 55 | Phillip Bellingham      | Australia            | 1h23'03"8 | +11'31"1 |
| 54      | 54 | Roberts Slotiņš         | Lettonia             | 1h24'46"4 | +13'13"7 |
| 55      | 57 | Ádám Kónya              | Ungheria             | 1h25'21"4 | +13'48"7 |
| 56      | 53 | Stavre Jada             | Macedonia del Nord   | 1h25'41"8 | +14'09"1 |
| 57      | 60 | Marko Skender           | Croazia              | 1h30'34"5 | +19'01"8 |
| 58      | 59 | Manex Silva             | Brasile              | 1h33'11"8 | +21'39"1 |
| 59      | 52 | Apóstolos Angelís       | Grecia               | 1h34'04"2 | +22'31"5 |
| -       | 1  | Johannes Høsflot Klæbo  | Norvegia             | DNF       | DNF      |
| -       | 9  | Michal Novák            | Rep. Ceca            | DNS       | DNS      |

Legenda:
- DNS = non partito (did not start)
- DNF = prova non completata (did not finish)
- Pos. = posizione
- N° = pettorale